# 리오네그로투코투코
리오네그로투코투코(Ctenomys rionegrensis)는 투코투코과에 속하는 설치류의 일종이다. 아르헨티나 북동부 엔트레리오스주의 작은 파편적인 분포 지역과 우루과이 서부의 리오네그로주에서 발견된다. 모래 언덕에서 제한적으로 서식하며, 서식지가 삼림 농장으로 전환되어 서식 위협을 받고 있다.